# Ususău
Ususău is een Roemeense gemeente in het district Arad.
Ususău telt 1388 inwoners.